# Спаспет
Спаспет (грузијски: სპასპეტი) била је феудална канцеларија у Грузије која је настала у древној Иберији. Обично се на енглески преводи као Високи чиновник.
Институција спаспета, као и њен груби еквивалентни спарапет у суседној Јерменији, конструисана је под утицајем сасанидског персијског спахбед-а, али се разликовала по томе што је он био наследног ранга и укључивао је не само војне, већ и цивилне функције.
Према средњовековним грузијским хроникима, ранг спаспета увео је први краљ Парнаваз у 3. веку пре нове ере. У исто време, служио је по службеној дужности као звање војводе од Унутрашње Иберије (Шида Картли), око Мтшета и Уплис-Тсихе. Чини се да је ту функцију у ствари заузимао члан иберијске краљевске породице или посебно високи достојанственик, по положају за краља. Римски географ Страбон (63/4 п. н. е-АД 24) сведочи да у Иберијској краљевској хијерархији "други у реду управља правдом и командује војском". Могуће је изједначити и ове достојанственике са иберијским намесницима (питиахш) чија је наследна некропола откривена у Армази.
Канцеларија је, на различите начине модификована, и опстала је у средњовековној и раној модерној Грузији све до руске анексије почетком 19. века.